# Odměna (výchovný prostředek)
Odměna je působení, spojené s chováním nebo jednáním jedince, které vyjadřuje pozitivní hodnocení a přináší vychovávanému radost a uspokojení některých jeho potřeb. 
Odměna je také jedna z forem vnějšího motivačního působení na žáka, které má většinou pozitivní účinek. Záměrně navozený následek toho, že žák dobře splnil uložené požadavky nebo něco dobře vykonal z vlastní iniciativy.

## Typy odměn
- Nehmotné – pochvala, úsměv, projev kladného hodnocení, sympatie nebo kladného emočního vztahu, souhlas, využití a rozvíjení žákovy myšlenky v hodině
- Hmotné – věcný dárek (diplom, …)
- Hmotné i nehmotné – umožnění činností nebo zážitků (výlet,...)

Mezi nejčastější odměny patří odměny nehmotné, konkrétně pochvala a jednička. Zbylé typy odměn jsou využívány vzácně nebo po delším pozitivním působení žáka ve škole.

### Pochvala
Pochvala patří mezi nejtypičtější typy odměn, měla by být adekvátní k vykonané činnosti a měla by následovat ihned po jejím skončení. Pochvala by se měla soustředit především na hodnocení výkonu, nikoli pouze na osobnostní vlastnosti žáka.  
Frekvence pochval by se měla postupně snižovat.
Vyjádření pochvaly má obvykle větší účinnost, když je zcela neformální. Slavnostní pochvala způsobí často u žáka zmatek a stud. “K povzbuzení dítěte se někdy zvlášť dobře hodí poznámka, kterou vychovatel pronese jakoby mimochodem k někomu třetímu.“  Takto má pochvala větší účinnost.
Pochvala má několik funkcí:
- Informační – konstatování správnosti chování, postupu a výsledků činnosti
- Motivační – navozuje pocit sebeuplatnění, prožitek úspěchu, snahu pokračovat v odměňovaných aktivitách
- Z pohledu žáka má ještě funkci vyjádření osobního vztahu učitelek sobě, projev osobní důvěry

### Jednička
Jednička je dalším rozšířeným typem odměn. V pětistupňovém klasifikačním hodnocení je nejlepší, proto je u žáků považována za odměnu nikoli za trest.

## Rizika odměn ve škole
Odměny ve škole sebou přinášejí i určitá rizika a některá z nich jsou zmíněna v Psychologii pro učitele od Čápa a Mareše.
- dítě se učí či plní požadavky pouze pro získání odměny
- potlačování vnitřní motivace
- časté odměňování by mohlo způsobit ohrožení morálního vývoje žáka
- návyk na pochvalu (pochvala stává cílem nikoli motivačním prostředkem)
- potlačení tvořivosti žáka ( žák vykoná jen dané v očekávání odměny, aby získal odměnu, ale nerozvíjí dál svou tvořivost)

## Je lepší trest nebo odměna?
Trest je působení, spojené s chováním nebo jednáním jedince, které vyjadřuje negativní hodnocení a přináší vychovávanému nelibost, frustraci nebo omezení některých jeho potřeb. 
Předpoklady ohledně trestů a odměn jsou, že:
- Pochvala má silnější účinek než kárání.
- Žák, kterého si nevšímáme, má horší výsledky než žák chválený nebo káraný.
- „Opakovaná“ pochvala může zvýšit výkon, naopak kárání jej může snižovat, což by mělo platit především u slabších žáků.
- Žák v očekávání odměny zvýší výskyt odměňovaného chování a v očekávání trestu sníží výskyt trestaného chování.

## Kdy a jak odměňovat
Učitel nemá čekat na test, aby dal jedničky jen nejlepším žákům, ale měl by odměňovat během každé vyučovací hodiny. Měl by využívat pochvaly, souhlasné projevy, ale i pozitivní hodnocení různých fází hodiny, které uzavírá. Také by měl využívat odměny oficiálnější, kterými jsou například jedničky za splněný úkol.